# Либар, Камилль
Камиль Либар (люкс. Camille Libar, 27 декабря 1917 года, Дюделанж — 10 октября 1991 года) — люксембургский футболист, нападающий.

## Карьера

### Клубная
Он играл за люксембургский клуб «Стад Дюделанж», а также за французские клубы «Страсбур», «Бордо», «Мец» и «Тулузу». В сезоне 1948/49 Либар стал лучшим бомбардиром Дивизиона 2, тогда он выступал в составе «Бордо».В 1950 он станет чемпионом Франции.

### В сборной
Забил 14 мячей за национальную сборную Люксембурга (1938—1437 год). Провёл 2 матча в отборочном раунде чемпионата мира.

### Тренерская
Являлся главным тренером «Ле-Мана» и «Бордо»..

## Достижения
- Чемпион Люксембурга (5): 1939, 1940, 1945, 1946, 1947
- Чемпион Франции: 1950